# 2000年シドニーオリンピックのリトアニア選手団
2000年シドニーオリンピックのリトアニア選手団（2000ねんシドニーオリンピックのリトアニアせんしゅだん）は、2000年9月15日から10月1日にかけてオーストラリアのニューサウスウェールズ州シドニーで開催された2000年シドニーオリンピックのリトアニア選手団、およびその競技結果。

## 概要
今大会は金メダル2個、銅メダル3個の合計6個のメダルを獲得した。

## メダル
| メダル | 選手名                   | 競技   | 種目                 |
| ------ | ------------------------ | ------ | -------------------- |
| 金     | ウィルギリウス・アレクナ | 陸上   | 男子円盤投           |
| 銅     | ディアナ・ジリウーテー   | 自転車 | 女子個人ロードレース |